# Прилуки (Московская область)
Прилуки — деревня в Серпуховском районе Московской области. Входит в состав Данковского сельского поселения (до 29 ноября 2006 года входила в состав Туровского сельского округа).

## Население
| 2002 | 2006 | 2010 |
| ---- | ---- | ---- |
| 18   | ↘9   | ↗23  |

## География
Прилуки расположены примерно в 33 км (по шоссе) на юго-восток от Серпухова, на левом берегу Оки, у границы со Ступинским районом, высота центра деревни над уровнем моря — 116 м.

## Современное состояние
На 2016 год в деревне зарегистрировано 1 садовое товарищество. Прилуки связаны автобусным сообщением с райцентром и соседними населёнными пунктами.